# Maximiliano de Almeida
Maximiliano de Almeida is een gemeente in de Braziliaanse deelstaat Rio Grande do Sul. De gemeente telt 5.050 inwoners (schatting 2009).

## Aangrenzende gemeenten
De gemeente grenst aan Carlos Gomes, Machadinho, Marcelino Ramos, Paim Filho, Viadutos en Piratuba (SC).